# Héctor Rossetto
Héctor Decio Rossetto (ur. 8 września 1922 w Bahía Blanca, zm. 23 stycznia 2009 w Buenos Aires) – argentyński szachista, arcymistrz od 1960 roku.

## Kariera szachowa
W latach 1942, 1944, 1947, 1961, 1972 pięciokrotnie zdobył tytuły mistrza Argentyny. Pomiędzy 1950 a 1972 rokiem sześciokrotnie reprezentował barwy swojego kraju na szachowych olimpiadach, zdobywając 6 medali: drużynowo 3 srebrne (1950, 1952, 1954) i brązowy (1962) oraz indywidualnie złoty (1952, na V szachownicy) i brązowy (1950, na IV szachownicy). Dwukrotnie zakwalifikował się do turniejów międzystrefowych (eliminacji mistrzostw świata): w roku 1958 zajął w Portoroż XVIII, a w 1964 w Amsterdamie - XVII miejsce.
Wielokrotnie startował w turniejach międzynarodowych, najlepsze wyniki osiągając m.in. w Mar del Placie (1949 - I m., 1950 - dz. II m., 1952 - dz. I m., 1961 - dz. II m.), Rio de Janeiro (1952 - I m.), Barcelonie (1952 - I m.), Tarragonie (1952 - dz. I m.), Porta Alegri (1954 - II m.), Atlántida (1960 – I m.). Santa Fe (1961 - dz. II m.) oraz w Montevideo (1961 - I m-.).
Według retrospektywnego systemu Chessmetrics, najwyżej sklasyfikowany był w kwietniu 1950, zajmował wówczas 24. miejsce na świecie.